# Первоцвет мучнистый
Первоцвет мучнистый, или примула мучнистая (лат. Primula farinosa) — многолетнее травянистое растение из рода Первоцвет (Primula). Ареал произрастания охватывает обширные территории Евразии, но места обитания обычно изолированы. Во многих районах вид крайне редок или вымер. Растет на пастбищах, влажных лугах, торфяниках и родниках. Иногда выращивают как декоративное растение в бордюрах и в альпинариях. Рекомендуется для массового размножения в питомниках многолетников, в том числе из-за простоты размножения.

## Ботаническое писание
Невысокое травянистое растение, достигает в высоту 15–20 см. Гемикриптофит. Название произошло от белого налета на листьях, особенно обильного с нижней стороны.
Корневая система в виде плотного пучка придаточных корней, слаборазветвленных, диаметром около 2 мм у основания и около 1 мм в дальнейшем. Корни растут от основания побега первоначально перпендикулярно ему, а на некотором расстоянии идут вниз.
Листья сгруппированы в прикорневую розетку . Они немного мясистые, но мягкие. Длина от 1 до 5 см, редко до 10 см, ширина до 2–3 см. Форма листовой пластинки лопатчато-ланцетная, или обратнояйевидная, или эллиптической формы, с клиновидным основанием, тупой или слабо заостренной наверху. край листовой пластинки чётко- или слабозубчатый, иногда цельный. С отчетливой главной жилкой и без жилочной сети. Поверхность зрелых листьев голая, сверху зелёная, снизу — желтоватая или беловатая. Молодые листья покрыты мучнистым налётом с обеих сторон.
Цветы собраны в количестве от нескольких до 15, иногда даже до 30 в зонтике на верхушке цветочной стрелки. Часто развиваются не все цветочные почки. Цветки расположены на цветоножках длиной около 5 мм. У их основания растут узколанцетные прицветники длиной от 2 до 8 мм с мешковидным вздутым основанием. Молодые листья околоцветника гибкие, но во время плодоношения становятся жёсткими. Чашечка из чашелистиков цилиндрическо-пятиугольная, диаметром 2 мм и длиной до 6 мм. Зубцы вверху тупые, реже заостренные, вверху чаще более темные — красные или черные, достигают половины длины трубки чашечки или короче. Венчик  пятилепестковый, розово-сиреневый, иногда тёмно-красный, более голубоватый или белый, плоскораскидистый, диаметром 10–16 мм. Иногда встечатся белые цветки. У основания лепестки срастаются в трубку длиной 5–8 мм жёлто-зелёного цвета. В верхней части они перевернутые, сердцевидные, обрезанные до половины длины. У входа в горло имеются жёлтые глазки. Встречается гетеростилия — у одних растений тычинки достигают верхней части трубки коронки, а пестик достигает лишь половины ее длины, у других наоборот - тычинки короче, а пестик длиннее.
Цветёт с мая по июнь.

## Распространение и экология
В природе встречается в Европе и Азии. При старом, широком систематическом подходе вид отмечался также в горах Северной и Южной Америки, где, однако, сегодня американские популяции выделяются как отдельные виды.
Ареал вида сильно фрагментирован, с обширными разломами между небольшими участками более частого появления. Чаще всего встречается в горах Южной Европы (Пиренеи и Альпы, где растет до высоты 2900 м над уровнем моря) и по этой причине, а также из-за своего присутствия в разрозненных местах Арктики и гор Азии (включая Алтай и Тянь-Шань ), флору иногда рассматривают как аркто-альпийский элемент. Его даже нашли на побережье северного острова Новая Земля (70° с.ш.). Однако в Центральной Европе его также называют субокеаническим видом — с более многочисленными местонахождениями в южной Скандинавии и на восточном побережье Балтийского моря. Здесь он также явно предпочитает равнинные местообитания. Сильно фрагментированный ареал вида интерпретируется как результат изменения условий окружающей среды со времени последнего ледникового периода , в конце которого вид получил наиболее широкое распространение. В некоторых ракурсах первоцветы, растущие на Крайнем Севере, представляют собой отдельные виды — Primula scandinavica и Primula stricta.
Растёт на безлесных местностях, особенно на известняковых субстратах, на эвтрофных солигенных торфяниках. Обычно он развивается в микроместообитаниях с прерывистым растительным покровом, например, на краях эродированных травертинов в весенних комплексах и кочках, образовавшихся во влажной почве в результате вытаптывания ее пасущимся скотом. Он также успешно прорастает и развивается на мшистом дёрне. Он населяет как влажные равнинные пастбища, так и склоны холмов, и в таких случаях концентрируется на берегах ручьев. Обычно встречается на склонах северной экспозиции, почти никогда — на южных. 
Хотя вид обычно встречается во влажных районах, он также обнаруживается на свежих лугах и пастбищах. Считается видом-индикатором почв, богатых кальцием, но не ограничивается такими местообитаниями. Растет на неглубоких почвах, образовавшихся на известняковых породах, а также на глинах и торфах. Отмечается также с участков на кислых почвах, где он растет в компании ацидофильных растений, таких как осока чёрная (Carex nigra) и кошачья лапка двудомная (Antennaria dioica).

## Значение и применение
Используется в народной медицине. Отвар травы применяют при лечении дерматитов и для улучшения роста волос.

## Таксономия
Primula farinosa L., 1753, Sp. Pl. : 143 
Вид Первоцвет мучнистый относится к роду Первоцвет (Primula) семейства Первоцветные (Primulaceae) порядка Верескоцветные (Ericales) последовательно входящего в клады Астериды → Суперастериды → Эвдикоты → Цветковые растения. Таксономическая схема в соответствии с Системой APG IV по состоянию на декабрь 2023 года:
|  |                          |  |                                   |                                   |                        |  | еще 21 семейство | еще 21 семейство |                         |  |                         |  | еще 552 подтвержденных вида и 245 видов в статусе "неподтвержденных" | еще 552 подтвержденных вида и 245 видов в статусе "неподтвержденных" |  |
|  |                          |  |                                   |                                   |                        |  | еще 21 семейство | еще 21 семейство |                         |  |                         |  | еще 552 подтвержденных вида и 245 видов в статусе "неподтвержденных" | еще 552 подтвержденных вида и 245 видов в статусе "неподтвержденных" |  |
|  |                          |  |                                   | порядок Верескоцветные            |                        |  |                  |                  | род Первоцвет           |  |                         |  |                                                                      |                                                                      |  |
|  |                          |  |                                   | порядок Верескоцветные            |                        |  |                  |                  | род Первоцвет           |  | 3 внутривидовых таксона |  |                                                                      |                                                                      |  |
|  | клада Цветковые растения |  |                                   |                                   | семейство Первоцветные |  |                  |                  | вид Первоцвет мучнистый |  |                         |  |                                                                      |                                                                      |  |
|  | клада Цветковые растения |  |                                   |                                   |                        |  |                  |                  |                         |  |                         |  |                                                                      |                                                                      |  |
|  |                          |  | ещё 63 порядка цветковых растений | ещё 63 порядка цветковых растений |                        |  |                  | еще 57 родов     | еще 57 родов            |  |                         |  |                                                                      |                                                                      |  |
|  |                          |  |                                   | ещё 63 порядка цветковых растений |                        |  |                  |                  | еще 57 родов            |  |                         |  |                                                                      |                                                                      |  |

### Внутривидовые таксоны
- Primula farinosa subsp. exigua (Velen.) Hayek
- Primula farinosa var. denudata W.D.J.Koch
- Primula farinosa var. hornemanniana (Lehm.) Pax

### Синонимы
- Aleuritia farinosa (L.) Opiz
- Androsace farinosa Spreng.
- Cankrienia farinosa Zoll.
- Primula altaica Lehm.
- Primula exaltata Lehm.
- Primula farinosa subsp. xanthophylla (Trautv. & C.A.Mey.) Kitag.
- Primula farinosa var. farinosa
- Primula farinosa var. xanthophylla Trautv. & C.A.Mey.
- Primula lepida Duby
- Primula undulata Fisch. ex Rchb.
- Primula warei Stein